# Musa Qala (huyện)
Musa Qala là một huyện thuộc tỉnh Helmand, Afghanistan. Dân số thời điểm năm 1999 là 49,096 người.